# オホートヌイ・リャート駅
座標: 北緯55度45分28秒 東経37度37分00秒 / 北緯55.7577度 東経37.6166度
オホートヌイ・リャート駅（オホートヌイ・リャートえき、ロシア語: Охотный ряд）はモスクワ地下鉄ソコーリニチェスカヤ線の駅で、ルビャンカ駅とビブリオチェーカ・イーミニ・レーニナ駅の間にある。クレムリンやマネージュ広場、ホテル・モスクワの最寄駅である。

## 歴史
駅はネグリンナヤ川北岸の沼地であった場所に建設されている。2つの古くからの教会が建てられており、駅建設時にはそれらの墓地が掘削された。1935年5月15日にモスクワ地下鉄最初の開業区間の駅の一つとして開業した。
駅名の変更も繰り返し行われており、1955年から1957年にかけてはイメニ・カガノーヴィチャ駅（Имени Кагановича）、1961年11月30日から1990年6月5日の間はプロスペクト・マルクサ駅（Проспект Маркса）と呼ばれていた。

## 乗り換え
- 2号線チェアトラーリナヤ駅
- 3号線プローシャチ・レヴォリューツィ駅

## 参照
1. ↑  Официальный сайт Московского метрополитена